# Mioacris nieuwenhuisi
Mioacris nieuwenhuisi är en insektsart som beskrevs av De Jong, C. 1939. Mioacris nieuwenhuisi ingår i släktet Mioacris och familjen vårtbitare. Inga underarter finns listade i Catalogue of Life.